# Novodanîlivka, Iakîmivka
Novodanîlivka (în ucraineană Новоданилівка) este localitatea de reședință a comunei Novodanîlivka din raionul Iakîmivka, regiunea Zaporijjea, Ucraina.

## Demografie
Componența lingvistică a localității Novodanîlivka
     Rusă (78,74%)
     Ucraineană (18,41%)
     Alte limbi (0,05%)
Conform recensământului din 2001, majoritatea populației localității Novodanîlivka era vorbitoare de rusă (78,74%), existând în minoritate și vorbitori de ucraineană (18,41%).